# Arika Takarano
Arika Takarano (宝野 アリカ, Takarano Arika), née le 23 septembre 1963, est la chanteuse et parolière du groupe de musique japonais ALI PROJECT (dont Mikiya Katakura en est le compositeur).